# Luigi Maronese
Luigi Maronese (Treviso, 8 ottobre 1957 – Padova, 5 febbraio 1981) è stato un militare e carabiniere italiano, morto in uno scontro a fuoco con alcuni terroristi neofascisti appartenenti ai Nuclei Armati Rivoluzionari, e decorato di Medaglia d'oro al valor militare alla memoria.

## Biografia
Nacque a Treviso l’8 ottobre 1957, da Giordano e Annunziata Frinzi all'interno di una modesta famiglia di contadini, ultimo di tre figli.Cresciuto a Vittorio Veneto (TV), nella frazione di Carpesica, dopo il conseguimento della licenza media entrò nel mondo del lavoro quale saldatore meccanico in un'azienda locale, attività che svolse fino al 3 giugno 1977, quando fu arruolato nell'Arma e frequentò il corso di istruzione presso la Scuola Allievi Carabinieri di Torino. Promosso Carabiniere ausiliario il 21 agosto successivo, prestò servizio nel 4º Battaglione di Venezia-Mestre. Congedato per fine ferma di leva il 3 giugno 1978, fu riammesso in servizio effettivo con la ferma di tre anni il 9 novembre dello stesso anno e trasferito alla Legione di Padova che, il 14 novembre, lo destinò alla Compagnia di Portogruaro (VE) quale militare addetto alla squadra piantoni.
II 7 dicembre 1979, ritornato a Padova, fu assegnato a quel Nucleo Operativo e Radiomobile, quale conduttore di autoradio. 
Era fidanzato con Monica, con la quale, nel 1981, si sarebbe dovuto sposare.
Il Carabiniere Luigi Maronese, col suo eroico comportamento, dimostrò di possedere eminenti capacità professionali, eccezionale coraggio e spiccato senso del dovere e del sacrificio. Fu insignito della Medaglia d'Oro al Valor Militare "alla memoria".

### L'omicidio
La sera del 5 febbraio 1981, alle 21.30 circa, la pattuglia del Nucleo operativo e radiomobile con a bordo il Carabiniere Luigi Maronese di 23 anni e l'Appuntato Enea Codotto di 25 anni, avvertiti dalla chiamata di un cittadino, si porta nei pressi del canale Scaricatore, un canale artificiale in zona isolata a sud della città, destinato ad accogliere le acque in eccesso del fiume Bacchiglione, che attraversa Padova da ovest ad est ed è luogo di ritrovo per commerci e attività clandestine nel quartiere Bassanello alla periferia di Padova. Arrivati sul posto, vennero insospettiti dalla presenza di almeno un automezzo e più persone vicino ai canneti antistanti la riva. Avvicinati agli sconosciuti col motore al minimo e coi fari spenti, si resero immediatamente conto che questi individui erano impegnati a trarre qualcosa dal canale. Mentre l'Appuntato balzava fuori dall'autoradio per imporre l'alt e il Carabiniere si apprestava a chiedere rinforzi via radio, all'improvviso vennero investiti da fuoco proditorio prima di un solo malvivente, poi anche degli altri. Subito, Codotto rimaneva ferito ma, sostenuto dal fuoco del Carabiniere Maronese, che reagiva con l'arma in dotazione, benché a sua volta ferito da altro criminale in agguato, riusciva a ferire gravemente alle gambe il primo aggressore, per cadere poi colpito a morte dagli altri complici, ancora vicino alla portiera passeggero della vettura dell'Arma, a testimonianza della repentinità dell'assalto. Anche il Carabiniere Maronese doveva infine soccombere ai numerosi aggressori, rimanendo ucciso e crollando vicino all'autoradio, lato guida. 
L'estremo sacrificio dei due giovanissimi valorosi non sarà vano. Le immediate indagini consentirono in poche ore di catturare l'omicida ferito, identificato in Giuseppe Valerio Fioravanti detto "Giusva", ex attore, capo carismatico dei Nuclei Armati Rivoluzionari (NAR), nonché l'identificazione degli altri partecipanti al delitto, il fratello Cristiano, la compagna di "Giusva", poi moglie, Francesca Mambro, Gilberto Cavallini, Giorgio Vale e Gabriele De Francisci - quindi l'élite del gruppo- tutti catturati (o morti in conflitto a fuoco, come il Vale) nei mesi successivi, che erano intenti a recuperare un ingente quantitativo di armi precedentemente sommerso. L'Arma, dopo aver pagato un drammatico contributo alla lotta al terrorismo di sinistra, ora piangeva i suoi caduti per reprimere la criminalità dell'opposto colore politico.
Il Carabiniere Luigi Maronese, col suo eroico comportamento, dimostrò di possedere eminenti capacità professionali, eccezionale coraggio e spiccato senso del dovere. Fu insignito della Medaglia d'Oro al Valor Militare "alla memoria"
A Luigi Maronese è intitolata la Caserma sede del Comando Compagnia Carabinieri di Vittorio Veneto, del Comando Provinciale di Treviso.
Il 5 febbraio 2004, in occasione della ricorrenza del tragico conflitto a fuoco, la Caserma sede del Comando Provinciale Carabinieri di Padova è stata intestata ad Enea Codotto e Luigi Maronese.

## Riconoscimenti
- Intitolazione della caserma sede del Comando Legione di Padova
- Intitolazione della caserma sede del Comando Provinciale di Padova
- Intitolazione della caserma sede della Compagnia di Vittorio Veneto (TV)

### Periodici
- Andrea Castellano, Carabinieri eroici, in Le Fiamme d’Argento, n. 1, Roma, Associazione Nazionale Carabinieri, gennaio-febbraio 2012,  p. 10.
- Carlo Maria Magnani, I Carabinieri: “Usi obbedir tacendo”, in Il Nastro Azzurro, n. 5, Roma, Istituto del Nastro Azzurro, settembre-ottobre 2010,  p. 3.